# Barcelona Ladies Open 1985
Il Barcelona Ladies Open 1985 è stato un torneo di tennis giocato sulla terra rossa.
È stata la 5ª edizione del torneo, che fa parte del Virginia Slims World Championship Series 1985.
Si è giocato al Real Club de Tenis Barcelona di Barcellona in Spagna, dal 6 al 12 maggio 1985.

## Campionesse

### Singolare
Sandra Cecchini ha battuto in finale  Raffaella Reggi con il punteggio di 6–3, 6–4

### Doppio
Petra Delhees /  Pat Medrado hanno battuto in finale  Penny Barg /  Adriana Villagrán con il punteggio di 6–1, 6–0